# Entité rurale
 (août 2019).
Une entité rurale, dans la géographie du Chili, se réfère à un établissement humain avec des caractéristiques de concentration ou de dispersion, dans lequel la population ne dépasse pas les 1 000 habitants ou qui compte entre 1 000 et 2 000 habitants si la population avec moins de 50 % de la population économiquement active que ce soit dans les secteurs secondaires ou tertiaires.